# Platycoelia rufosignata
Platycoelia rufosignata är en skalbaggsart som beskrevs av Ohaus 1904. Platycoelia rufosignata ingår i släktet Platycoelia och familjen Rutelidae. Inga underarter finns listade i Catalogue of Life.